# Église d'Alahärmä
L'église d'Alahärmä est située à Alahärmä dans la commune de Kauhava en Finlande.  

## Description
Conçue par l'architecte Josef Stenbäck, l'église est d'un style associant le style néogothique et le style romantisme national. 
Elle est fabriquée en gneiss gris extrait localement.
L'édifice est bâti de 1901 à 1903 à la place de l'ancienne église construite en 1898 par Antti Hakola et qui venait d'être détruite par un incendie.
L'église offre 1000 places assises et elle a toujours son orgue d'origine à 20 jeux fabriquée par Jens Zacharias en 1904 qui a été restauré avec 22 jeux en 1976.
La scène du retable représente Jésus au Mont des oliviers et a été peinte par Alexandra Frosterus-Såltin.